# Dryopsophus splendidus
Espèce
Synonymes
- Litoria splendida Tyler, Davies & Martin, 1977

Statut de conservation UICN

 LC  : Préoccupation mineure
Dryopsophus splendidus est une espèce d'amphibiens de la famille des Pelodryadidae.

## Répartition

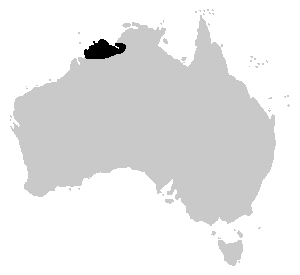
Distribution de Dryopsophus splendidus.

Cette espèce est endémique du Nord-Ouest de l'Australie. Elle se rencontre jusqu'à 600 m d'altitude dans la région de Kimberley en Australie-Occidentale et dans le Nord-Ouest du Territoire du Nord,. La zone de répartition de l'espèce est d'environ 119 900 km2.

## Description

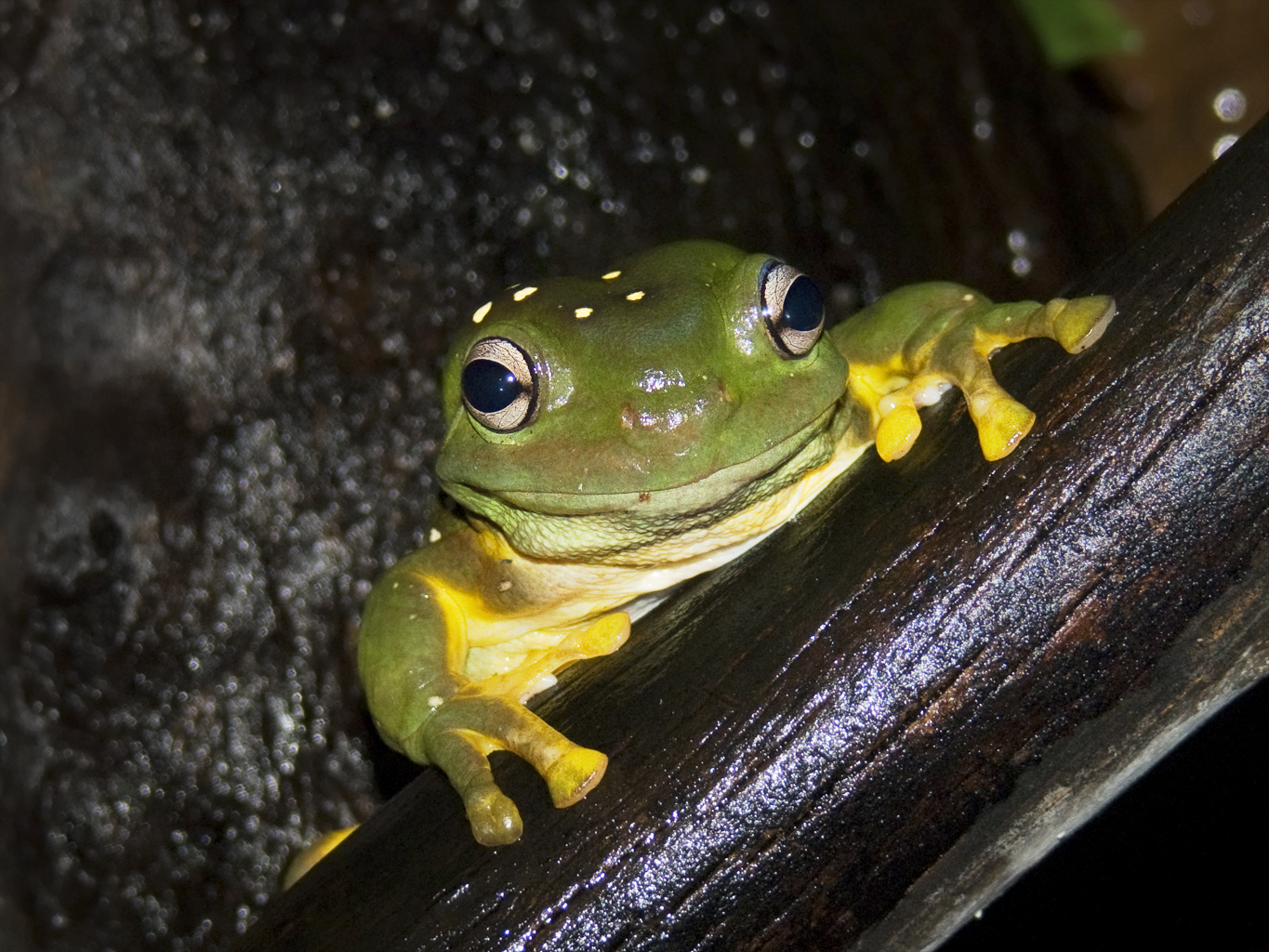
Dryopsophus splendidus.

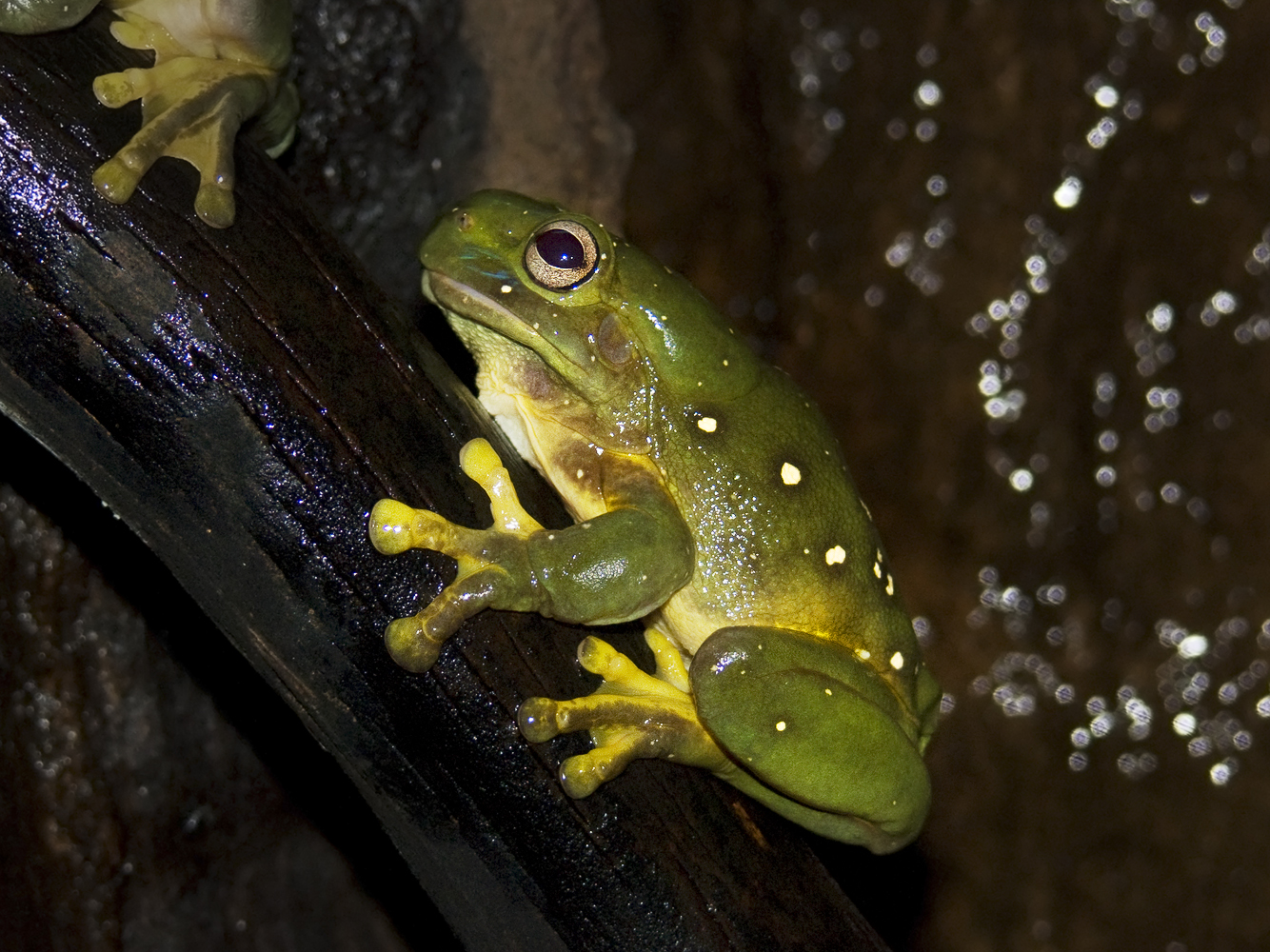
Dryopsophus splendidus.

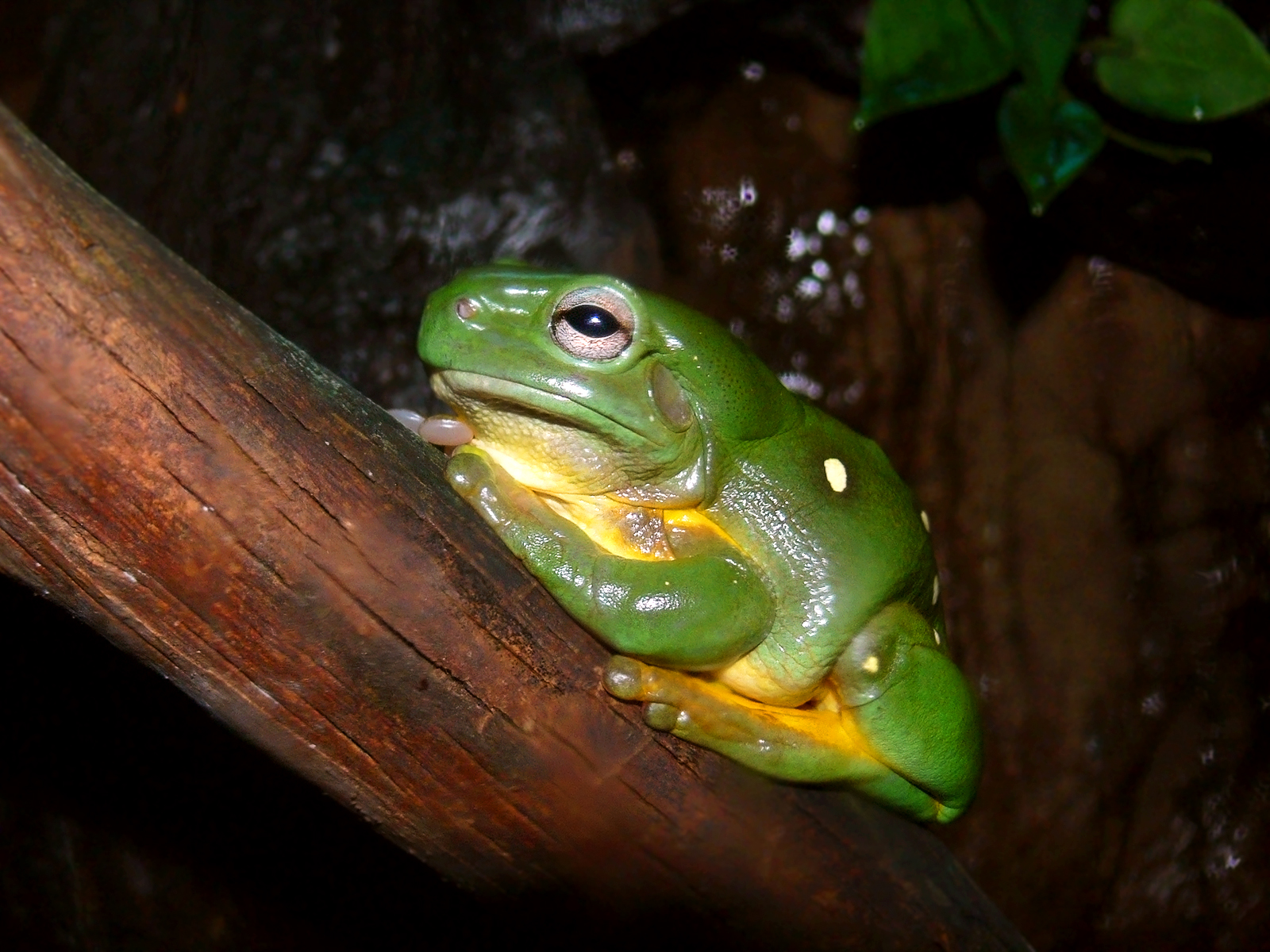
Dryopsophus splendidus.

Les mâles mesurent de 88 à 104 mm et les femelles de 94 à 106 mm.

## Publication originale
- Tyler, Davies & Martin, 1977 : A new species of large, green tree frog from Northern Western Australia. Transactions of the Royal Society of South Australia, vol. 101, p. 133-138 (texte intégral).